# Canal del Ródano al Rin
El canal del Ródano al Rin (del francés: canal du Rhône au Rhin) es una de las grandes vías navegables de Francia que unen el Rin y el Ródano y por lo tanto el mar del Norte y el Mediterráneo. Tiene 349 km de largo. Pasa por los departamentos franceses de Alto Rin, Doubs y Jura, en las regiones de Alsacia y el Franco Condado.
El principal ramal del canal une el Rin en Estrasburgo, aunque una rama lateral lleva desde Mulhouse a Basilea. El canal, construido entre 1784 y 1833 y abierto en 1834, puede ser navegado por embarcaciones de 300 toneladas, pero solo lleva un tráfico moderado y es relativamente poco importante.
Técnicamente, no fluye hacia el Rin o el Ródano, sino al Ill, cerca de Estrasburgo, y al río Saona, un afluente del Ródano.
Un gran proyecto para modernizar el canal fue presentado en 1997.